# جامع سعيد النورسي
جامع سعيد النورسي وهو أحد مساجد في محافظة أربيل عاصمة إقليم كردستان في العراق، يقع هذا الجامع على طريق بنصلاوة في منطقة موظفين (فرمانبران)، ويعتبر أحد مساجد أربيل الكبيرة والمشهورة، وفيهِ مصلى واسع يتسع لأكثر من 1000 مصل، ويعلو مبنى الحرم قبة بيضوية كبيرة، وفي الحرم محراب جميل مبني داخل جدار الحرم، ومن مرفقات الجامع عدة غرف ومكتبة، وتقام في الجامع صلاة الجمعة والصلوات الخمس المكتوبة.
شيد وبني الجامع في عام (2009) على نفقة الحاج (مغديد عبد الله يونس) والحاج (رشاد عزيز صالح)، وتبلغ مساحة المسجد الإجمالية حوالي (3000)م2، وللجامع دار سكن للإمام وقاعتين لاقامة المناسبات الدينية ومجالس العزاء، كما يحوي على مصلى للنساء، وغرفة للإدارة والامام، ومن حول الحرم حديقة وموقف السيارات.

## الأئمة والخطباء الذين تولوا منصب الإمامة والخطابة فيهِ
- الملا طارق نانكلي.
- الملا فرمان الخرابيي.